# Hypena obsitalis
Hypena obsitalis là một loài bướm đêm thuộc họ Erebidae. Nó được tìm thấy ở Địa Trung Hải và ở Cận Đông và Trung Đông, phía nam tới Sahara.
Sải cánh dài 28–36 mm. Con trưởng thành bay từ tháng 7 đến tháng 8 và từ tháng 9 đến tháng 10 in Europe. Có từ 2 lứa trở lên trong năm.
Ấu trùng ăn các loài Parietaria và Urtica.

## Hình ảnh

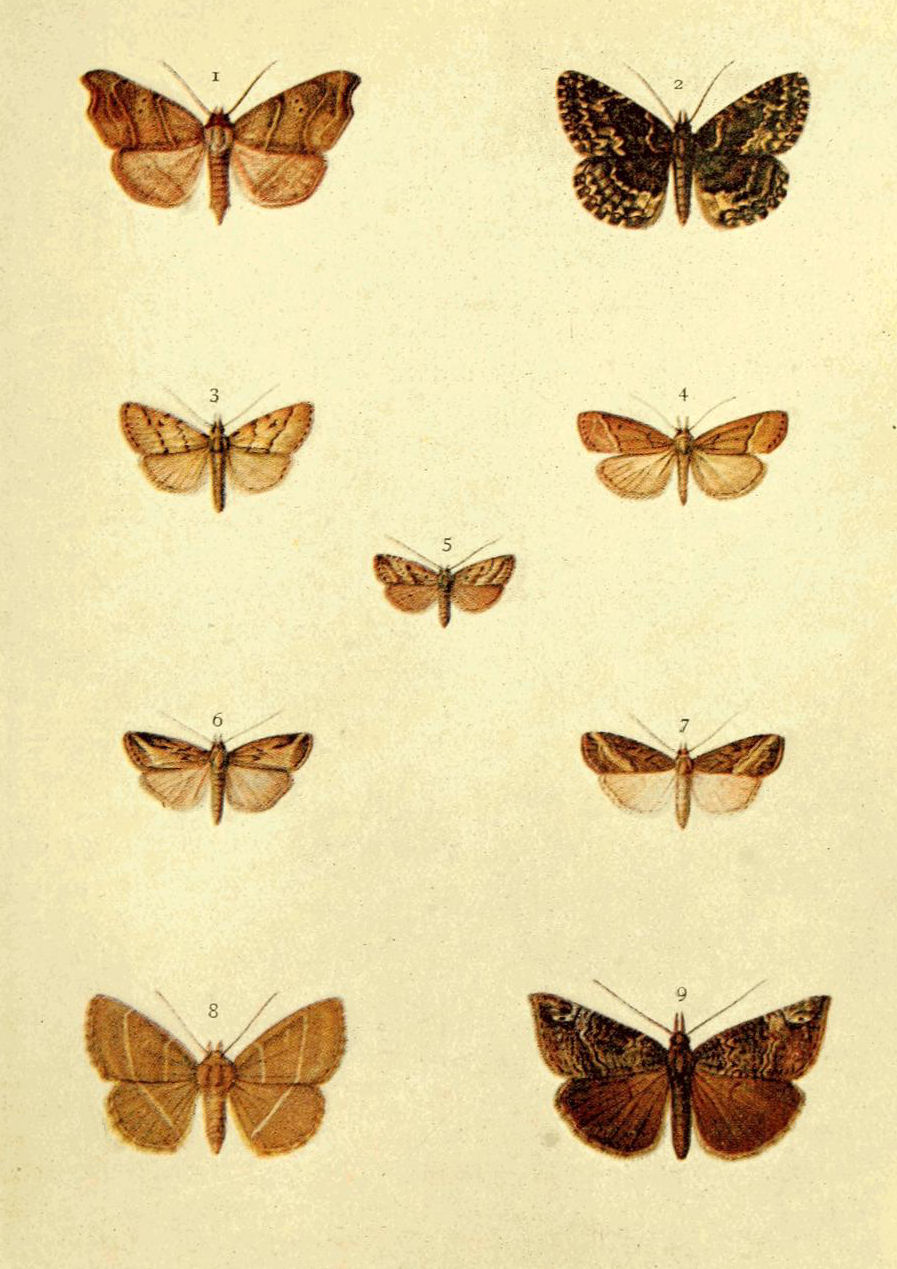